# Premier League Malti 1919-1920
Il campionato era formato da 6 squadre e lo Sliema Wanderers vinse il titolo.

## Classifica finale
| Pos. | Squadra              | G | V | N | P | GF | GS | Punti |
| ---- | -------------------- | - | - | - | - | -- | -- | ----- |
| 1    | Sliema Wanderers     | 5 | 3 | 2 | 0 | 10 | 2  | 8     |
| 2    | Ħamrun Spartans F.C. | 5 | 3 | 1 | 1 | 10 | 5  | 7     |
| 3    | Valletta United      | 5 | 2 | 2 | 1 | 9  | 3  | 6     |
| 4    | Cottonera United     | 5 | 1 | 3 | 1 | 5  | 8  | 5     |
| 5    | Marsa United         | 5 | 1 | 1 | 3 | 4  | 5  | 3     |
| 6    | Paola United         | 5 | 0 | 1 | 4 | 4  | 19 | 1     |

In seguito alla retrocessione d'ufficio del Sliema Wanderers e del Cottonera United, Paola United e Marsa United rimangono in prima divisione.